# Пётр Беневентский
Пётр Беневентский  (Pierre Duacensis, также известный как Peter of Benevento, Pietro Collevaccino da Benevento, Petrus Beneventanus; его фамилию также пишут как Douai, Douay) — католический церковный деятель XII века. На консистории 1212 года был провозглашен кардиналом-дьяконом с титулом церкви Санта-Мария-ин-Аквиро. В 1216 году стал кардиналом-священником с титулом церкви Сан-Лоренцо-ин-Дамазо. В 1217 году стал кардиналом-епископом диоцеза Сабина. Участвовал в выборах папы 1216 года (Гонорий III).